# Sebastian Badeni
Sebastian Tadeusz Badeni (1788 – 1872) – polski hrabia, szambelan dworu królewskiego Mikołaja I Romanowa w 1830 roku, przedstawiciel dyplomatyczny Rządu Narodowego
przy Stolicy Apostolskiej podczas powstania listopadowego.

## Życiorys
Był synem Marcina Badeniego, ministra sprawiedliwości Królestwa Polskiego. Wziął udział w wojnie polsko-rosyjskiej w 1831 jako kanonier w Gwardii Narodowej. Wysłany do Rzymu przez ministra spraw zagranicznych, Gustawa Małachowskiego, gdzie miał przedstawić papieżowi Grzegorzowi XVI adres rządu polskiego do papieża Grzegorza XVI, z prośbą o poparcie powstania. Istotnie wręczył go 2 lipca 1831, jednak spodziewanego skutku nie osiągnął, ponieważ już wcześniej Stolica Apostolska poparła Rosję i życzyła sobie jak najszybszego stłumienia powstania. W 1839 zamieszkał w Wiedniu. W 1856 przeniósł się w okolice Radomia.